# غوران غافرانتشيتش
غوران غافرانتشيتش (بالصربية: Горан Гавранчић)‏ (مواليد 2 أغسطس 1978 في بلغراد، جمهورية يوغوسلافيا الاشتراكية الاتحادية) هو لاعب كرة قدم صربي دولي سابق كان يلعب كمدافع. اعتزل اللعب عام 2010 مع هينان كونستراكشن. سبق له أن لعب في كأس العالم لكرة القدم مع منتخب بلاده. بدأ مسيرته الرياضية عام 1997 مع تشوكاريتشكي ستانكوم. لعب خلال مسيرته 217 مباراة سجل خلالها 23 هدفاً.

## روابط خارجية
- غوران غافرانتشيتش على موقع اتحاد أوكرانيا (الإنجليزية)
- غوران غافرانتشيتش على موقع قاعدة بيانات كرة القدم.إي يو (الإنجليزية)
- غوران غافرانتشيتش على موقع ناشيونال فوتبول تيمز (الإنجليزية)
- غوران غافرانتشيتش على موقع Soccerway.com (الإنجليزية)
- غوران غافرانتشيتش على موقع عالم كرة القدم.نت (الإنجليزية)